# Гвинейская котловина
Гвине́йская котлови́на — подводная котловина на востоке Атлантического океана.
Котловина расположена между двумя более обширными котловинами: Северо-Африканской (Канарская) на севере и Ангольской на юге. Максимальная глубина её достигает 6363 м.